# Horst Jänicke
Horst Jänicke (* 4. Januar 1923 in Strausberg; † 1. Januar 2006 in Berlin) war ein deutscher Geheimdienstler. Er war Vizechef der Hauptverwaltung A (HVA), der DDR-Auslandsaufklärung.

## Leben
Der Sohn eines selbständigen Kaufmanns absolvierte nach dem Besuch der Volksschule von 1937 bis 1940 eine Lehre als Bäcker. Im Jahr 1940 wurde er zur Wehrmacht eingezogen und erreichte den Rang eines Unteroffiziers. Er geriet 1945 in sowjetische Kriegsgefangenschaft.
Nach seiner Freilassung 1949 trat er in die SED ein und wurde Lehrer an den Kreisparteischulen Briesen und Schiffmühle, später Leiter der Kreisparteischule in Treuenbrietzen. Mit der Ernennung zum Leiter der Landesverwaltungsschule Königs Wusterhausen im Jahre 1951 machte er ein zweijähriges Fernstudium an der Deutschen Verwaltungsakademie „Walter Ulbricht“.

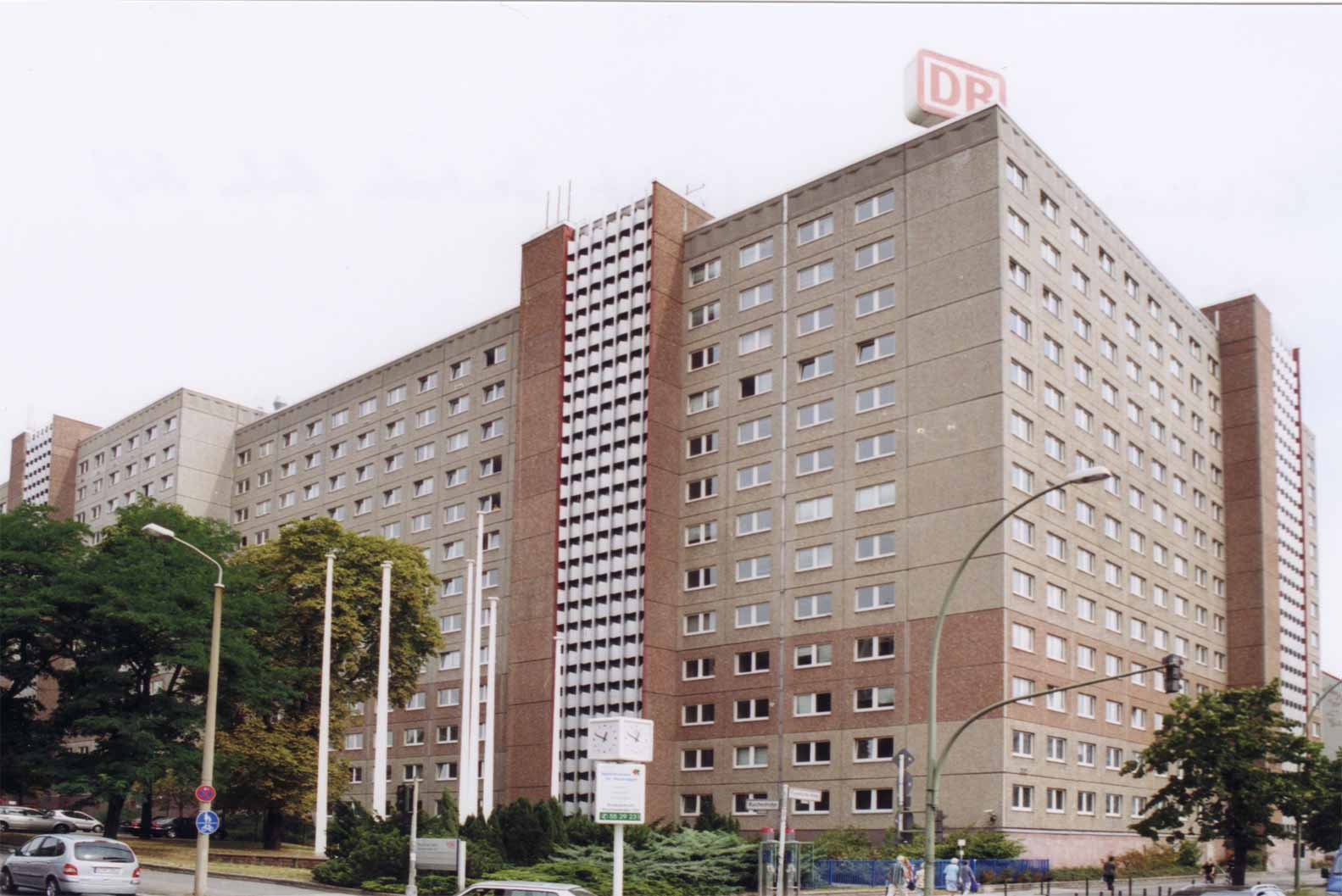
Hauptsitz der HV A im „Haus 15“ der Zentrale des Ministeriums für Staatssicherheit in Berlin-Lichtenberg

Horst Jänicke gehörte ab 1952 dem Auslandsnachrichtendienst Institut für wirtschaftswissenschaftliche Forschung (IWF) an. Aus ihm ging später die Hauptverwaltung A (HVA) unter Leitung von Markus Wolf hervor. 
Von 1953 bis 1956 leitete er unter anderem die HVA-Abteilung IV (Militärspionage). Von 1966 bis 1968 studierte er Staatswissenschaften an der Deutschen Akademie für Staats- und Rechtswissenschaft (DASR) in Potsdam-Babelsberg. Bis 1971 fungierte er als Leiter der HVA-Abteilung III (Legalresidenturen, Berater für Drittweltstaaten). 
Jänicke wurde 1971 zweiter stellvertretender Leiter der HVA und am 4. Oktober 1972 durch  Erich Honecker zum Generalmajor ernannt. Jänicke leitete nach dem Putsch in Chile 1973  von Ost-Berlin eine Geheimdienstoperation zur Evakuierung verfolgter Chilenen.
Im Jahr 1986 stieg Jänicke zum Ersten Stellvertreter des Leiters der HVA auf und wurde 1987 zum Generalleutnant befördert. Zudem gehörte er der „Außenpolitischen Kommission beim Politbüro“ an. Im Februar 1989 ging Jänicke in Rente.

## Auszeichnungen
- 1964 Vaterländischer Verdienstorden in Bronze[2]
- 1973 Vaterländischer Verdienstorden in Gold

## Schriften
- Flucht durch die Sahara, in: Der Botschaftsflüchtling und andere Agentengeschichten, edition ost, Berlin 2006, ISBN 978-3-360-01074-2.
- Vorwort, in: Flucht vor der Junta. Die DDR und der 11. September, edition ost, Berlin 2005, ISBN 978-3-360-01067-4